# توماس كوروين
توماس كوروين (بالإنجليزية: Thomas Corwin)‏ (ولد 29 يوليو 1794 - توفي 18 ديسمبر 1865)، والمعروف أيضا باسم توم كوروين ويلقب أيضا صبي العربة، هو سياسي أمريكي من ولاية أوهايو. وقد مثل أوهايو في مجلسي الكونغرس وشغل منصب الحاكم الخامس عشر على الولاية وكان وزير الخزانة العشرين. انضم في البداية إلى حزب الويغ ثم انضم إلى الحزب الجمهوري في خمسينات القرن الثامن عشر. اشتهر كوروين لاقتراحه التعديل المسمى عليه والذي تم تقديمه في محاولة فاشلة لتجنب الحرب الأهلية الأمريكية القادمة.
ولد كوروين في مقاطعة بوربون في كنتاكي، لكنه نشأ في ليبانون، أوهايو. خدم كوروين في حرب 1812 كصبي عربة، وبدأ مزاولة المحاماة في ليبانون. وأصبح محامي ادعاء وفاز بانتخابات مجلس نواب أوهايو. انتخب بعدها إلى مجلس النواب الأمريكي من عام 1830 إلى 1840، ثم استقال من الكونغرس ليتولى منصب حاكم ولاية أوهايو. ترشح لإعادة انتخابه كحاكم في عام 1842 ولم ينجح، ولكن تم انتخابه من قبل المجلس التشريعي للولاية إلى مجلس الشيوخ الأمريكي في عام 1844. وخلال فترة وجوده في مجلس الشيوخ، عارض كوروين بشدة الحرب المكسيكية الأمريكية. واستقال من مجلس الشيوخ ليصبح وزير الخزانة في عهد الرئيس ميلارد فيلمور.
عاد كوروين إلى مجلس النواب في عام 1859. وقاد جهود المجلس لإنهاء الأزمة الانفصالية التي تصاعدت بعد انتخابات عام 1860. وقد دعم كوروين تعديلا دستوريا يحظر على الحكومة الفدرالية حظر الرق حتى من خلال التعديلات الدستورية اللاحقة. ورغم أن عدة ولايات صادقت على التعديل، فإن هذا لم يمنع اندلاع الحرب الأهلية. استقال كوروين من الكونغرس في مارس 1861 ليصبح سفير الولايات المتحدة في المكسيك. شغل كوروين هذا المنصب حتى عام 1864، وتوفي في العام التالي.

## روابط خارجية
- توماس كوروين على موقع الموسوعة البريطانية (الإنجليزية)
- توماس كوروين على موقع إن إن دي بي (الإنجليزية)